# Condado de Cherokee (Kansas)
O Condado de Cherokee é um dos 105 condados do stado americano de Kansas. A sede do condado é Columbus, e sua maior cidade é Baxter Springs. O condado possui uma área de 1 531 km² (dos quais 10 km² estão cobertos por água), uma população de 22 605 habitantes, e uma densidade populacional de 15 hab/km² (segundo o censo nacional de 2000). O condado foi fundado em 18 de fevereiro de 1860.